# Rijeka (Olovo, BiH)
Rijeka je naseljeno mjesto u općini Olovo, Federacija Bosne i Hercegovine, BiH.

## Zemljopis
Rijeka se nalazi na 25. kilometru regionalne ceste Olovo - Zavidovići. Nalazi se na raskrižju cesta Olovo - Vareš - Zavidovići - Banovići. Mjesto je smješteno pored same rijeke Krivaje. Prostor je okružen listopadnom šumom. Zbog svog položaja i političke uređenosti države, Rijeka pripada Zeničko-dobojskoj županiji, iako više gravitira Sarajevskoj županiji i gradu Tuzli.
Rijeka ima područnu školu Osnovne škole "Hasan Kikić" Solun,  poštu i ambulantu.  U Rijeci postoje dvije džamije. Jedna je izgrađena 1936. godine.

## Stanovništvo

### Popisi 1971. – 1991.
| Rijeka             |              |              |              |
| godina popisa      | 1991.        | 1981.        | 1971.        |
| Muslimani          | 625 (93,42%) | 579 (93,08%) | 454 (89,72%) |
| Hrvati             | 16 (2,39%)   | 22 (3,53%)   | 34 (6,71%)   |
| Srbi               | 11 (1,64%)   | 6 (0,96%)    | 15 (2,96%)   |
| Jugoslaveni        | 9 (1,34%)    | 11 (1,76%)   | 1 (0,19%)    |
| ostali i nepoznato | 8 (1,19%)    | 4 (0,64%)    | 2 (0,39%)    |
| ukupno             | 669          | 622          | 506          |

### Popis 2013.
| Rijeka             |              |
| godina popisa      | 2013.        |
| Bošnjaci           | 508 (95,49%) |
| Hrvati             | 14 (2,63%)   |
| Srbi               | 0            |
| ostali i nepoznato | 10 (1,88%)   |
| ukupno             | 532          |